# ابوبکر دومبیا (بازیکن فوتبال، زاده ۱۹۹۵)
ابوبکر دومبیا (انگلیسی: Aboubacar Doumbia؛ زادهٔ ۱۹ آوریل ۱۹۹۵) بازیکن فوتبال اهل مالی است.
وی همچنین در تیم ملی فوتبال مالی بازی کرده است.